# Theresa Harris
Theresa Harris (Houston, 31 de diciembre de 1906 – Inglewood, 8 de octubre de 1985) fue una actriz, cantante y bailarina estadounidense.                                                                                                        

## Primeros años
Harris nació el 31 de diciembre de 1906 (otras fuentes indican 1909) en Houston, Texas, hija de Isaiah (1879–1956) y Mable Harris (1883–1964), ambos antiguos aparceros en Luisiana.
La familia de Harris se mudó al sur de California cuando tenía 11 años, después de graduarse de la Escuela Secundaria Jefferson, estudió en el Conservatorio de Música de UCLA y en el Conservatorio de Música de Zoellner. Luego se unió a la Lafayette Players, una compañía de teatro de comedia musical afroamericana.

## Carrera
En 1929, viajó a Hollywood donde empezó su carrera como actriz. Hizo su debut cinematográfico en Thunderbolt, en una escena donde canta la canción "Daddy Won't You Please Come Home". Durante la década de 1930, interpretó papeles de sirvienta junto a Ginger Rogers, Bette Davis, Sylvia Sidney, Frances Dee, Myrna Loy, Jean Harlow, Thelma Todd, Kay Francis, y Barbara Stanwyck. Sin embargo, a menudo no figuraba en los créditos del film. No solo actuó como sirvienta, también actuó como cantante de blues, camarera, mujer tribal y prostituta.
Harris tuvo un papel destacado como amiga de Jean Harlow en Hold Your Man (1932), coprotagonizada por Clark Gable. En 1933, interpretó a "Chico" en la película Baby Face, protagonizada por Barbara Stanwyck. Ese mismo año, Harris protagonizó otro papel importante junto a Ginger Rogers en Professional Sweetheart. Como sirvienta del personaje de Rogers, el personaje de Harris sustituye al personaje de Rogers como cantante de radio. A pesar de que el personaje de Harris fue un punto importante para el desarrollo de la trama de la historia, de nuevo no aparecía en los créditos.
Durante la década de 1930, Harris actuó en películas en las que no era acreditada, entre ellas Horse Feathers (1932), Gold Diggers of 1933 (1933), Mary Stevens, M.D. (1933) y Morning Glory (1933). Interpretó a Zette, la sirvienta de Bette Davis en Jezabel (1938). En 1937, apareció en la película Bargain with Bullets junto con Ralph Cooper, producida por Million Dollar Productions, y mientras realizaba la promoción de la película, Harris habló sobre su frustración por la dificultad que enfrentaban los actores afroamericanos en la industria cinematográfica, comentando:

Nunca tuve la oportunidad de hablar sobre el papel de sirvienta en las películas de Hollywood. Mi color estaba en mi contra de todos modos, lo miraste. El hecho de que yo no fuera "sexy" me marcaba como engreída o me relegaba al eterno papel de títere o sirvienta. [...] Mi ambición es ser actriz. Hollywood no tenía papeles para mí.

Harris elogió a Ralph Cooper por iniciar una productora que realizaba películas protagonizadas por actores afroamericanos, diciendo:
 No tenemos nada que perder en el desarrollo de una empresa cinematográfica a todo color. La competencia hará que Hollywood se anime y produzca mejores películas con nuestra gente en una variedad de roles.

Harris continuó presionando para obtener mejores papeles, pero encontró pocas oportunidades dentro de Hollywood. Entre ellas la película de 1939, "Tell No Tales", donde se le otorgó el papel de Ruby, la esposa de un hombre asesinado. Harris interpretó una emotiva escena junto con Melvin Douglas en el funeral. Ella aparece en un papel pequeño como la ex doncella de Kathie Moffat, Eunice Leonard, en la película de 1947 de Jacques Tourneur Out of the Past.
Aparte de las películas, Harris también actuó en muchos programas de televisión, incluyendo Hollywood Hotel. A Harris entonces se la emparejaba a menudo con Eddie Anderson, quien interpretaba a su novio en la pantalla. Aparecieron juntos en Buck Benny Rides Again (1940) y What's Buzzin' Cousin (1943). En Buck Benny Rides Again, Harris y Anderson interpretaron el número musical "My, My" donde cantan y bailan claqué. También apareció en varios papeles destacados para RKO Pictures, ya que Harris era una de las favoritas de Val Lewton. Lewton eligió a Harris en Cat People, I Walked with a Zombie(1943), Phantom Lady (1944), y Strange Illusion (1945).

## Vida personal y muerte
Durante la década de 1950, Harris apareció en varios programas de televisión, incluyendo Lux Video Theatre, Alfred Hitchcock presenta, y Letter to Loretta. Hizo su última aparición no acreditada en una escena de The Gift of Love en 1958. Harris, casada desde 1933 con George Robinson, se retiró de la actuación, viviendo cómodamente después de haber invertido cuidadosamente el dinero que ganó durante su carrera en el cine.
Harris era metodista y demócrata, apoyando la campaña de Adlai Stevenson durante las elecciones presidenciales en 1952.
El 8 de octubre de 1985, Harris murió por causas desconocidas en Inglewood, California. Fue enterrada en el Angelus-Rosedale Cemetery en Los Ángeles, California.

## Legado
El personaje principal de la obra de Lynn Nottage By the Way, Meet Vera Stark está basado en Theresa Harris.